# Доротея Тончева
Доротея Тончева Тончева е българска актриса. Има много специфичен, характерен и запомнящ се тембър на гласа.

## Биография
Родена е в с. Спасово, област Добрич, но от малка се премества да живее в Русе. Нейната баба участва в самодеен театър и я води навсякъде със себе си. Това кара малката Доротея да се влюби в театъра за цял живот.
Завършва актьорско майсторство във ВИТИЗ „Кръстьо Сарафов“ при проф. Кръстьо Мирски през 1969 г. Като студентка е поканена във филма „С дъх на бадеми“ (1967), в който участват Стефан Данаилов, Невена Коканова и Георги Георгиев – Гец.
Работила е в Кюстендилския драматичен театър (1969), Театър „София“ (1971), Сатиричния театър (1997-) и в Театър 199. От 1997 до 2007 г. е директор на Театър „София“.
Удостоявана е два пъти с наградата „Златна роза“ за най-добра женска роля в киното, с орден „Кирил и Методий“, а през 1980 г. е удостоена със званието Заслужил артист.

## Награди и отличия
- Заслужил артист (1980).
- Орден „Кирил и Методий“ – II степен (1975).
- Наградата „Златна роза“ „за женска роля“ за ролята на (Александра) за филма „Бялата стая“ (Варна, 1968).
- Наградата „Златна роза“ „за женска роля“ за ролята на (Катина) за филма „Черните ангели“ (Варна, 1970).
- Наградата „за актьорско майсторство“ на САБ за спектакъла „Аз, питам“ (1986).

## Театрални роли
- „Събота 23“ – Ивана
- „Както ви се харесва“ – Розалинда
- „Миналото лято в Чулимск“ – Кашкина

ТВ театър
- „Краят на света“ (1989) (Артър Копит)
- „Пази се от ягуар“ (1988, мюзикъл)
- „Песен за сбогуване“ (1988) (Петър Анастасов)
- „Зелената брадавица“ (1985) (Никола Русев)
- „О кей“ (1985) (Исаак Чокрон) - богатата вдовица Анхела
- „След сезона“ (1985) (Димитър Начев)
- „Още нещо за любовта“ (1983) (Едуард Радзински)
- „Търси се шмекер“ (1981) (Димитриос Псатас)
- „Фор джентълмен или Смърт в розово“ (1978)
- „Почти семейна история“ (Дончо Цончев)

## Филмография
| Година    | Филми и Сериали                           | Серии  | Копродукции           | Роля                                                                      |
| --------- | ----------------------------------------- | ------ | --------------------- | ------------------------------------------------------------------------- |
| 2003      | Тайната вечеря на Дякона Левски (тв)      |        |                       | Наталия Каравелова                                                        |
| 1991-1992 | Любовниците (тв сериал)                   | 8      |                       | актрисата Бистра (в 8-ма серия: „Чучулигата“)                             |
| 1987      | Нощем по покривите (тв сериал)            | 2      |                       | барманката Магда                                                          |
| 1986      | Място под слънцето                        |        |                       | Лефтера                                                                   |
| 1985      | Забравете този случай                     |        |                       | Христина Христова, бившата жена на Алексиев                               |
| 1984      | Черните лебеди                            |        |                       | Мими                                                                      |
| 1984      | Издирва се... (тв)                        |        |                       | любовницата на Луната                                                     |
| 1982      | Отражения                                 |        |                       | Доротея                                                                   |
| 1982      | Царска пиеса                              |        |                       | Милена/царицата                                                           |
| 1980      | Дами канят                                |        |                       | №7                                                                        |
| 1978      | Всеки ден, всяка нощ                      |        |                       | шофьорката                                                                |
| 1978      | Бъди благословена                         |        |                       | Майчето                                                                   |
| 1977      | Петимата от РМС (тв сериал)               | 5      |                       | Йорданка Николова - „Катя“ (в 5 серии: от I до V вкл.)                    |
| 1976      | Реквием за една мръсница                  | 2      |                       | Маргарита (Марго) (в „Синята безпределност“ и „Реквием за една мръсница“) |
| 1975      | Началото на деня                          |        |                       |                                                                           |
| 1974      | На живот и смърт (тв сериал)              | 3      |                       | Анет                                                                      |
| 1974      | Последният ерген                          |        |                       |                                                                           |
| 1974      | Иван Кондарев                             | 2      |                       | Райна Джупунова                                                           |
| 1973      | Нона                                      |        |                       | Нона, дъщеря на исьоренския чифликчия Манол и сестра на Тодор             |
| 1973      | Последната дума                           |        |                       | студентката                                                               |
| 1971      | Игрек 17                                  |        |                       | Мина                                                                      |
| 1971      | Гневно пътуване                           |        |                       | Ваня, колектор-геолог                                                     |
| 1971      | Откраднатият влак („Украденный поезд“)    |        | СССР/България         | партизанката Дарина                                                       |
| 1970      | Черните ангели                            | 2      |                       | Катина, ръководителката на групата                                        |
| 1970      | Езоп („Ezop“)                             |        | Чехословакия/България | Родотис                                                                   |
| 1970      | Князът                                    |        |                       | Елена, сестрата на Светослав, жена на хан Чоки                            |
| 1970      | Един миг свобода                          | 2 нов. |                       | булката (в новелата: „Старецът“)                                          |
| 1968      | Прокурорът                                |        |                       | Росица                                                                    |
| 1968      | Бялата стая                               |        |                       | Александра, голямата дъщеря                                               |
| 1968      | Шибил                                     |        |                       | Рада                                                                      |
| 1967      | С дъх на бадеми                           |        |                       | Мина                                                                      |
| 1967      | Каприз                                    |        |                       | преводачката                                                              |
| 1967      | Отклонение                                |        |                       | студентката Павлина Павлова                                               |
| 1965-1974 | Произшествие на сляпата улица (тв сериал) | 6      |                       | Невена (в IV серия)                                                       |

- „Апостол Карамитев“ (2009) – документален